# Министерство по делам ветеранов Украины
Министерство по делам ветеранов Украины — орган исполнительной власти Украины, созданный 11 марта 2020 года путём объединения госагентства по вопросам восстановления Донбасса и госслужбы по вопросам Автономной республики Крым и города Севастополя.
Общая численность штата министерства составляет 105 сотрудников.

## Руководство
- Министр — Наталья Калмыкова.
- Первый заместитель министра — Виктор Сергеевич Байдачный.
- Заместители министра — Руслан Викторович Приходько, Фархад Габилович Фархадов, Юлия Сергеевна Кириллова, Олег Игоревич Шиманский.
- Государственный секретарь — Вита Викторовна Шаповалова.